# Tennin
Pour l'ère japonaise (1108-1110), voir Ère Tennin.

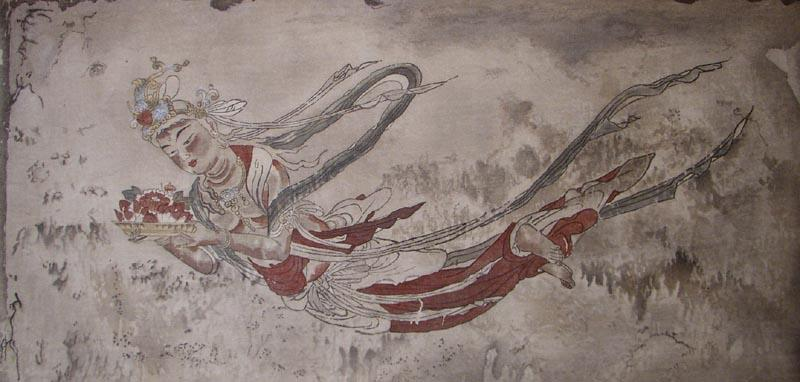
Peinture d'un Tennin (époque de Kamakura).

Les Tennin (天人, lit. « personne célestes »), sont un genre d'êtres spirituels du Bouddhisme japonais, l'équivalent des anges en Occident. Ils peuvent comprendre les Tenshi (天使, lit. « messagers célestes »), les Ten no-Tsukai (天の使い, lit. « messagers du ciel »), les Hiten (飛天, lit. « cieux volant ») et une version féminine,  les Tennyo (天女, lit. « femmes célestes »). Ils semblent avoir été importés du Bouddhisme chinois, lui-même influencé par le concept d'êtres célestes du  Bouddhisme indien et du Taoïsme[réf. nécessaire].

## Histoire
Les tennin sont mentionnés dans les sutras bouddhistes[réf. nécessaire]. Leurs descriptions constituent la base de leurs représentations dans l'art, la sculpture et le théâtre japonais. Ils sont généralement représentées comme des femmes d'une beauté surnaturelle, vêtues de kimonos ornés et colorés (traditionnellement de cinq couleurs), de bijoux exquis et d'écharpes fluides qui s'enroulent librement autour de leur corps. Ils portent généralement des fleurs de lotus comme symbole de l'illumination ou jouent d'instruments de musique comme le biwa ou la flûte,.

## Religion
LesTennin sont censés vivre dans le paradis bouddhiste en tant que compagnons des bouddhas et des  bodhisattvas. Quelques légendes[réf. nécessaire] font également de certains tennin des créatures solitaires vivant au sommet des montagnes. Les pèlerins gravissent parfois ces montagnes pour les rencontrer.

## Pouvoirs
Les tennin peuvent voler, un fait généralement indiqué dans l'art par leur kimono coloré ou à plumes, appelé hagoromo (羽衣, lit. robe à plumes)[réf. nécessaire]. Dans certaines légendes, les tennin sont incapables de voler sans ces kimonos (et ne peuvent donc pas retourner au paradis). Plus rarement, ils sont représentés avec des ailes emplumées.
Dans la pièce de théâtre nô Hagoromo, qui présente un certain nombre de similitudes avec les légendes occidentales de la jeune fille-cygne, les tennyo viennent sur terre et enlèvent leur hagoromo . Un pêcheur les espionne et cache leurs vêtements pour en forcer une à l'épouser. Après quelques années, il raconte à sa femme ce qu'il a fait, elle retrouve ses vêtements et retourne au paradis. Cela se serait produit sur la plage de Miho no matsubara, qui fait aujourd'hui partie de la ville de Shizuoka.